# Echinorhynchus platessae
Echinorhynchus platessae är en hakmaskart som beskrevs av Rudolphi 1809. Echinorhynchus platessae ingår i släktet Echinorhynchus och familjen Echinorhynchidae. Inga underarter finns listade i Catalogue of Life.